# Lou Hoffner
Louise Hoffner, conosciuta come Lou (Waghäusel, 27 ottobre 1963), è una cantante tedesca, rappresentante della Germania all'Eurovision Song Contest 2003 con il brano Let's Get Happy.

## Biografia
Nel 2001 Lou ha partecipato al Countdown Grand Prix Eurovision, il processo di selezione del rappresentante tedesco per l'Eurovision, con il suo singolo di debutto Happy Birthday Party, piazzandosi 3ª su 12 concorrenti. Due anni dopo ha partecipato nuovamente alla selezione eurovisiva, questa volta con Let's Get Happy, brano scritto da Ralph Siegel e Bernd Meinunger, ed è stata incoronata vincitrice dal pubblico tedesco. All'Eurovision Song Contest 2003, che si è tenuto il 24 maggio a Riga, si è classificata all'11º posto su 26 partecipanti con 53 punti totalizzati. Ha riscosso particolare successo fra il pubblico svedese, dove è risultata la seconda più televotata della serata.

## Discografia

### Album in studio
- 2003 – For You
- 2004 – Ich will leben
- 2011 – Blaue Nacht
- 2013 – Gefühl on the Rocks
- 2019 – Baue Nacht 2

### Singoli
- 2001 – Happy Birthday Party
- 2001 – Sha La La La Lee
- 2003 – Let's Get Happy
- 2003 – Sunshine Dancing/The Show Must Go On
- 2003 – Lou Tango
- 2004 – Dankeschön
- 2004 – Ich werd dich lieben (Ich werd dich hassen)
- 2004 – Ich will leben
- 2013 – Im Labyrinth der Liebe
- 2013 – Heut Nacht oder nie
- 2017 – Kopflos durch die Nacht